# Willy Chirino
Wifredo José Chirino Rodríguez (Consolación del Sur, Pinar del Río, 5 de abril de 1947), más conocido artísticamente como Willy Chirino, es un cantautor, músico y productor musical cubano-estadounidense que inició su carrera a partir de finales de la década de los 60's. Considerado uno de los creadores del Sonido de Miami (una fusión especial de música cubana, rock, jazz, ritmos brasileños y caribeños), ha desarrollado toda su carrera en Estados Unidos, pero su música ha tenido una fuerte resonancia, tanto en Cuba como en el resto del mundo de habla hispana.

## Biografía
Tras el ascenso al poder de Fidel Castro en Cuba, Willy, con catorce años y más tarde su familia, se instalan en Miami, Estados Unidos. 
En 1962 forma una banda de rock junto a sus compañeros de colegio llamada The Whailers, luego emigra a Nueva York y trabaja allí con Julio Gutiérrez, Tito Puente y otros músicos de renombre.
Su carrera discográfica comienza a partir de 1976 con la grabación de su primer disco: One Man Alone. Ha grabado un total de 20 álbumes discográficos, manteniéndose activo hasta la fecha.
Reconocido con un premio Grammy y con una amplia discografía, muchas de sus composiciones han sido grabadas por otros artistas: Celia Cruz, Óscar D'León, Vicky Carr, Ángela Carrasco, Gipsy Kings, Dyango, Raphael ("Escándalo"), Ricardo Montaner, etc. 
Ha producido discos de Celia Cruz, Óscar D'León, Raphael, Rocío Jurado, Jorge Muñíz, Magneto, etc.
Entre sus éxitos: "Los Campeones De La Salsa", "Soy Guajiro", "Mía Por Siempre", "Nuestro Día (Ya Viene Llegando)", "Los Diseñadores", "La Jinetera", "Bongó", "Gracias Por La Música", "Oxígeno", "Máquina", "Rumbera", "La Noche Perfecta", "Un Artista Famoso", "Soy", etc.
Desde 1997, tiene su propio sello discográfico, Latinum Music, Inc., después de haber sido contratado por CBS y más tarde por Sony Music. También conduce la Fundación Willy Chirino, con fines benéficos.

## Discografía
- 1974: One Man Alone
- 1975: Chirino
- 1976: Chirino 3
- 1977: ¿Quién Salvó la Ciudad?
- 1978: Evolución
- 1979: Come Into My Music
- 1980: Diferente
- 1981: La Salsa y Yo
- 1982: Chirinísimo
- 1983: Subiendo
- 1985: 14 Éxitos
- 1985: Zarabanda
- 1988: Amándote
- 1989: Lo que Está Pa' Ti
- 1990: Acuarela del Caribe
- 1991: Oxígeno
- 1992: Un Tipo Típico y Sus Éxitos
- 1992: Mis Primeros Éxitos
- 1993: South Beach
- 1994: Oro Salsero: 20 Éxitos
- 1994: Brillantes
- 1995: Asere
- 1996: Antología Tropical
- 1997: Baila Conmigo
- 1997: Oro Salsero: 10 Éxitos Vol. 1
- 1998: Oro Salsero: 10 Éxitos Vol. 2
- 1998: Cuba Libre
- 1999: 20th Anniversary
- 2000: Greatest Hits
- 2000: Soy
- 2001: Afro-Disiac
- 2002: 15 Éxitos
- 2003: Serie Azul Tropical
- 2004: Son del Alma
- 2005: Cubanísimo
- 2005: 20 Éxitos Originales
- 2006: En Vivo: 35 Aniversario
- 2007: Amarraditos (con Lissette)
- 2007: Lo Esencial
- 2007: Tesoros de Colección
- 2008: Pa' Lante
- 2008: Grandes Éxitos en Vivo
- 2011: My Beatles Heart
- 2011: Mis Favoritas
- 2012: Llegó la Navidad
- 2013: Soy... I Am: Mis Canciones - My Songs
- 2014: Serie Platino
- 2018: Navidad en Familia (con Lissette)